# Брухас
«Бру́хас» (исп. Brujas, «Ведьмы») — бывший коста-риканский футбольный клуб из города Десампарадос.

## История
Клуб был основан в 2004 году под названием «Брухас де Эскасу» (Brujas de Escazú) и базировался в городе Эскасу. Эскасу известен как «Город ведьм» (Ciudad de las Brujas), отчего и произошло название клуба. Уже в следующем году клубу удалось пригласить на пост главного тренера известного колумбийского специалиста Карлоса Рестрепо, до этого уже успешно работавшего в Коста-Рике. Достаточно быстро «Брухас» стал одним самых популярных футбольных клубов в стране, а его цвета защищали многие футболисты, входившие в сборную Коста-Рики. В 2007 году Рестрепо заменил Маурисио Райт, выступавший за сборную Коста-Рики на Чемпионате мира 2002.
Летом 2007 года клуб переместился в город Десампарадос и был переименован в «Брухас» (Brujas F.C.). В сезоне Зима 2009 клуб стал чемпионом страны, обыграв в финале «Пунтаренас». Это стало верхом достижений клуба. В следующем сезоне игра клуба ухудшилась. «Брухас» также потерпел унизительное поражение в первом же туре от тринидадского «Джо Паблик», выбившим его из Лиги чемпионов КОНКАКАФ 2010/11.
В январе 2011 года, президент и спонсор клуба Минор Варгас был арестован в США за экономическое мошенничество и отмывание денег и был осуждён на шестьдесят лет тюрьмы.
В 2011 году франшиза клуба «Брухас» была выкуплена клубом второго дивизиона «Орион» (Orión F.C.), а сам «Брухас» был расформирован.

## Достижения
- Чемпион Коста-Рики (1): Зима 2009